# Anonim (notar Béle III.)
Anonymus Bele regis notarius (slovensko Anonimni notar kralja Béle) ali mojster P je bil notar in kronist ogrskega kralja, verjetno Béle III., ki je ustvarjal konec 12. stoletja in v začetku 13. stoletja. O njem je malo znanega.
Znan je po svojem delu Gesta Hungarorum (Dejanja Madžarov), napisanem v srednjeveški latinščini okoli leta 1200. Njegovo delo vsebuje najbolj podrobno zgodovino madžarskega osvajanja Karpatskega bazena. Večine njegovih poskusov, da bi razložil izvor nekaterih madžarskih krajevnih imen, sodobna etimologija ne podpira.

## Identiteta
Identiteta avtorja Geste je bila vedno predmet znanstvenih razprav. Čeprav ga prve besede uvodnega stavka, začetnico "P", ki ji sledijo besede "dictus magister ac quondam bone memorie gloriosissimi Bele regis Hungarie notarius" (izrečeni mojster in nekdanji notar presvetlega ogrskega kralja Bele, dobrega spomina) opišejo, jih ni mogoče razlagati nedvoumno. Nejasna je predvsem razlaga besedila "P dictus magister". Besedilo se lahko nanaša na človeka, katerega monogram je bil P, lahko pa je okrajšava latinske besede praedictus - "zgoraj omenjenega", katerega ime manjka. Številni strokovnjaki sprejemajo prvo različico in besedilo prevajajo kot "P, ki se imenuje magister in včasih notar najslavnejšega Béle, kralja Ogrske lepega spomina". V delu se stavki zelo pogosto začenjano s "predictus", kar bi lahko podpiralo branje "prej omenjeni magister". Znak, da gre za okrajšavo, bi lahko bil izpuščen zaradi bogato okrašene začetnice "P".
V svoji študiji iz leta 1937 je zgodovinar Loránd Szilágyi enačil Anonima z nekim Petrom, kanonikom, ali proštom stolnega kapitlja v Esztergomu. Več avtorjev je delilo njegovo mnenje do leta 1966, ko je literarna revija Irodalomtörténeti Közlemények objavila prispevke Jánosa Horvátha mlajšega in Károlyja Sólyoma, ki sta trdila, da je Anonim identičen Petru, škofu v Gjuru. Priznani zgodovinar György Györffy je leta 1970 ovrgel njihovo teorijo in menil, da je avtor Peter, ki je služil kot prošt v Budimu, četudi ni podatkov o obstoju takšne osebe.